# (8740) Václav
(8740) Václav es un asteroide perteneciente al cinturón de asteroides, descubierto el 12 de enero de 1998 por Miloš Tichý y el también astrónomo Zdeněk Moravec desde el Observatorio Kleť, České Budějovice, República Checa.

## Designación y nombre
Designado provisionalmente como 1998 AS8. Fue nombrado Václav en honor a los príncipes y reyes checos: Václav I, Václav II y su hijo Václav III, todos de la dinastía real de Premislidas, y el rey checo y emperador romano Václav IV de Luxemburgo, hijo de Carlos IV.

## Características orbitales
Václav está situado a una distancia media del Sol de 2,890 ua, pudiendo alejarse hasta 2,908 ua y acercarse hasta 2,872 ua. Su excentricidad es 0,006 y la inclinación orbital 1,875 grados. Emplea 1794 días en completar una órbita alrededor del Sol.

## Características físicas
La magnitud absoluta de Václav es 13,2. Tiene 5,94 km de diámetro y su albedo se estima en 0,316.